# Michael Brokside
Michael Brokside (9. januar 1973 – 14. marts 2014) var et højtstående medlem af rockergruppen Hells Angels. Brokside blev i 1996 idømt 16 års fængsel for drabet på den 32-årige Bandidos-rocker Uffe Lindenskov Larsen ved Københavns Lufthavn – drabet der indledte rockerkrigen mellem Hells Angels og Bandidos. Brokside var medlem af Hells Angels gennem 18 år og præsident for klubbens afdeling 'Nomads' på Amager.
Efter sin løsladelse vendte han tilbage til Hells Angels' afdeling på Amager. Her sad han i flere år helt i toppen af hierarkiet og var en af de toneangivende rockere. Han var tidligt i 2014 en central figur i fredsforhandlingerne med den nye hollandske rockergruppe Satudarah MC efter det voldelige sammenstød i februar mellem Hells Angels, AK81 og Satudarah i Parken. Af flere omgange var han også den ansvarlige i Hells Angels for en ’hotline’ mellem Hells Angels og Bandidos for at undgå kontroverser imellem klubberne.

## Baggrund
Michael Brokside blev født på Amager, hvor han også voksede op. Forældrene blev skilt, da han var cirka 10 år gammel. Han voksede op hos sin far, der først arbejdede på skibsværftet Burmeister & Wain og senere blev ansat i sikkerhedsselskabet Securitas A/S. Moderen fik forældremyndigheden over hans lillebror, og kontakten til moderen var ikke særlig god. Hans morbror var Henning Norbert Knudsen også kaldet 'Makrellen', som var præsident for rockerbanden Bullshit.
Som 15-årig blev han dømt for dødstrusler, vold og grove gaderøverier, hvor han sparkede og slog sine ofre omkuld. Da Brokside var 18 år, fik hans far en hjernesvulst, og han døde i januar 1996. Michael Brokside var gift og havde tre børn.

## Den store Rockerkrig 1996-97

### Drabet ved Københavns Lufthavn
Hells Angels og Bandidos var i krig med hinanden fra 1996 til 1997. I opgøret blev 11 bandemedlemmer dræbt i Skandinavien og mange danskere var vidner til bomber og skyderier på åben gade, i alt var der 74 mordforsøg i perioden. Den 10. marts 1996 klokken 16:25 blev den 32-årige Bandidos-rocker Uffe Lindenskov Larsen skudt og dræbt på parkeringspladsen foran Københavns Lufthavn i Kastrup – drabet der siden er blevet beskrevet som gnisten, der fik den såkaldte store nordiske rockerkrig mellem Hells Angels og Bandidos til at bryde ud.
Uffe Larsen var blevet ramt i hjertet, lungerne, hovedet og benene af syv skud. Ligeledes var yderligere tre andre Bandidos-rockere blevet alvorligt såret ved attentatet. Drabsmændene var flere medlemmer af den rivaliserende rockergruppe Hells Angels, som med pistoler og maskinpistoler affyrede flere skudsalver imod bilen hvor der sad fire Bandidos-rockere, heribland Uffe Larsen. Bandidos-rockerne var ikke selv bevæbnet ved attentatet.
"Rockerne valgte denne gang at udkæmpe deres vanvittige krig midt i menneskemylderet uden for Københavns Lufthavn i Kastrup for øjnene af forfærdede passagerer. Myrderiet i Kastrup lignede et mafiaopgør fra USA", skrev BT dagen efter i en artikel, der bar overskriften 'Mejet ned i Chicago-stil'. Spredt ud over et område på 150 meter for lufthavnen fandt politiet 33 afskudte patronhylstre. Mindst 37 skud var afgivet på åben gade.
Kriminalpolitiet under ledelse af Ove Dahl efterforskede drabssagen. Den 20. december 1996 i Østre Landsret i København, blev den 23-årige Michael Brokside idømt 16 års fængsel for drabet på Uffe Larsen. Kim Jensen og Ove Witthøft blev idømt henholdsvis 8 og 6 års fængsel for drabsforsøg. Jørgen "Fehår" Nielsen, Svend Erik Holst og Johnny Engelhof Nielsen blev ved samme nævningeting den 20. december 1996 frikendt for drabet.
I forbindelse med nye beviser i sagen, besluttede daværende statsadvokat Karsten Hjorth den 3. april 1997, at rejse en ny nævningesag. Brokside havde fået indsmuglet en mobiltelefon i Vestre Fængsel, hvor han i dagene efter dommen talte løs med de tre frifundne, men drabsafdelingen i København lyttede med, og med 20 timers afslørende samtaler på båndoptageren var politiet klar med nye fældende beviser mod de frifundne.
Broksides natlige samtaler var så afslørende, at HA'erne, da sagen blev genoptaget, erkendte, at de var med i lufthavnen, da Bandidos-rockerne blev mejet ned. Samtalerne afslørede, at Hells Angels havde hædret de tre frifundne med dræbermærket »Filthy Few«, der kun gives til HA-medlemmer, som har myrdet fjender af klubben. Han havde bl.a. sagt i den indsmuglede mobiltelefon: »Gå I nu bare rundt i byen og før jer frem med jeres mærker, så skal jeg nok sidde i fængsel for jer.« De aflyttede samtaler fik Den Særlige Klageret til at beordre en ny nævningesag mod de frifundne HA'ere.
Den 16. oktober 1997 blev Jørgen "Fehår" Nielsen idømt 16 års fængsel, mens Svend Erik Holst og Johnny Engelhof Nielsen hver især blev idømt 10 års fængsel. Ved Højesteret den 8. september 1998 blev dommen over Jørgen "Fehår" Nielsen dog ændret fra 16 års fængsel til fængsel på livstid for drabet på Uffe Larsen og fem andre drabsforsøg. Svend Erik Holst og Johnny Engelhof Nielsen fik samtidig ændret deres domme på 10 års fængsel til 12 års fængsel for medvirken til drabet. De havde begge fungeret som chauffører i to biler under det blodige attentat i Københavns Lufthavn. Den 27. juni 2013 blev den nu 51-årige Jørgen "Fehår" Nielsen prøveløsladt fra det topsikrede Statsfængslet Østjylland efter at have siddet 17 år i fængsel.
Drabet på Uffe Larsen bliver betragtet som begyndelsen på den blodigste fase af den store nordiske rockerkrig, der medførte 11 drab og 74 drabsforsøg, heraf 5 drab og 40 drabsforsøg i Danmark.

## Politiaktion mod Christiania

### Selvmord
Den 13. marts 2014 gennemførte Københavns Politi en historisk storstilet aktion mod den organiserede hashhandel i Pusher Street på Christiania, der omfattede assistance fra samtlige sjællandske politikredse og med deltagelse af specialenheder. I alt blev der ransaget 150 adresser i hovedstadsområdet og på Sydsjælland. I den forbindelse blev der blandt andet på en enkelt adresse fundet omkring 150 kilo hash.
Politiet beslaglagde i alt omkring 400 kilo hash, 3,5 kilo guldbarrer, fem millioner kroner, tre biler og to Harley-Davidson motorcykler. Desuden blev der beslaglagt regnskaber for formodet hashhandel. I alt blev 83 personer anholdt ved aktionen, der fandt sted på Christiania og flere andre steder i København og på Sjælland. De 80 personer blev
varetægtsfængslet samme dag, og en af de fængslede skulle angiveligt være en betjent fra Københavns Politi. Fire af de anholdte og nu fængslede er fuldgyldige medlemmer og topfolk i rockergrupperingen Hells Angels.
Aktionen var et led i en større koordineret indsats mod åbenlys hashhandel i hovedstaden, som politiet indledte i september 2012. Siden indsatsens begyndelse er der beslaglagt mere end 1,5 tons hashprodukter, kontanter og andre aktiver til en værdi af mere end 90 millioner kroner. Tidligere har politiet slået til i Folkets Park og i Jægersborggade på Nørrebro.
Michael Brokside blev anholdt og varetægtsfængslet samme dag for sin formodede rolle i den organiserede hashhandel i Pusher Street på Christiania. Han blev senere samme dag fremstillet i grundlovsforhør i Københavns Byret, hvor han blev varetægtsfængslet. Han blev fængslet i den særligt sikrede arrestafdeling i Politigårdens Fængsel, som er beliggende på Københavns Politigård. Dagen efter klokken 07:30 fandt fængselspersonalet ham siddende kvalt i sin celle – han havde begået selvmord, da han havde hængt sig.
Den 20. marts 2014 udtalte Ove Bondgaard Larsen, vicepolitiinspektør ved Københavns Politi, at: "Der er tale om inkomplet hængning og død ved kvælning. Så der er ikke noget spor mystifistisk i det." Ved inkomplet hængning forstås hængning, hvor fødder, knæ eller anden del af kroppen støder mod underlaget.

### Reaktioner efter dødsfald
Justitsminister Karen Hækkerup udtalte til Ritzau at: "det er et tragisk dødsfald, og omstændighederne er ved at blive undersøgt. Jeg kan ikke sige andet om det lige nu." Dansk Institut mod Tortur, DIGNITY, kræver dødsfaldet undersøgt af en uafhængig instans, der skal kortlægge, hvordan det kunne gå til, at en anholdt kunne hænge sig i cellen.
Den tidligere Hells Angels-supporter, 42-årige Lars Jensen udtalte til BT, at: "man internt i Hells Angels er meget rystede over det her i øjeblikket" Michael Green, der er talsmand for foreningen af tidligere bandemedlemmer, TBM, har i øvrigt kendt Michael Brokside gennem mange år. Han udtalte til BT, at: "selvmord er et totalt 'no-go' i disse miljøer. Fordi det anses som et svaghedstegn. I værste tilfælde kunne han risikere at miste den status, som han har opbygget gennem årene, fordi det først og fremmest er selvmordet man vil huske ham for."

### Begravelse
Brokside blev den 27. marts 2014 begravet i Filips Kirke på Kastrupvej på Amager, og det fik op mod 800 Hells Angels-rockere til at møde op. Politiet var også til stede. Forud for begravelsen lå den døde Amager-rocker på lit de parade i 'Nomads' klubhus i Siljangade. Kort før kl. 14.00 blev kisten kørt i rustvogn til den nærliggende Filips Kirke. I en stor kortege med præcis 100 motorcykler, en lang limousine til familien, omkring 40 personbiler og en hvid dobbeltdækkerbus med især tyske Hells Angels-rockere blev følget til kirken. Da ceremonien var forbi, blev kisten båret ud af kirken og hen til den nærtliggende Sundby Kirkegård.
Blandt prominente medlemmer der deltog i begravelsen var den morddømte Jørgen "Fehår" Nielsen, Bent Svane Nielsen også kaldet "Blondie" og Jørn "Jønke" Nielsen. Desuden deltog den storbarmede reality-stjerne Linse Kessler og den dansk-serbiske skuespiller Slavko Labović, der er kendt fra Pusher-filmene, også i begravelsen.